# 14 Andromedae b
14 Andromedae b o designado también por la IAU Spe es un planeta extrasolar situado aproximadamente a 249 años luz de la Tierra, en la constelación de Andrómeda. El planeta fue descubierto el 3 de julio de 2008 por Sato et al quienes advirtieron variaciones en la estrella gigante 14 Andromedae causadas por la gravedad del planeta durante su órbita.
El planeta posee una masa mínima de 4,8 veces la de Júpiter y se especula que su radio es de 0,994 veces el de dicho planeta, lo cual significaría que se trata de un Súper-Júpiter. 14 Andromedae b completa su período orbital de 186 días a una distancia de 0,83 UA de 14 Andromedae. Su órbita tiene una excentricidad muy baja (de un 0,94%), en la que la distancia orbital varía tan solo 0,02 UA en el transcurso de su revolución. Según el esquema de Sudarsky, 14 Andromedae b se clasifica como un joviano limpio, con temperaturas de unos 779 K.